# Benzoato de potasio
El benzoato de potasio es una sal potásica del ácido benzoico que habitualmente se emplea como conservante, en este caso la industria alimentaria lo etiqueta con el código: E212. Sus propiedades en la conservación de alimentos se restringe a evitar el crecimiento de mohos, levaduras y algunas bacterias. Suele emplearse en los alimentos con carácter ácido, como pueden ser frutas.

## Usos
Se suele emplear principalmente como un conservante alimenticio capaz de detener el crecimiento de bacterias y mohos en ciertos productos ácidos como puede ser encurtidos (vinagre, se emplea igualmente en bebidas carbonatadas aquellas que incluyen ácido fosfórico). Se emplea en pequeñas dosis debido a que ofrece un sabor agrio a altas concentraciones. Posee una buena solubilidad en agua. 

## Salud
Se han observado ciertas reacciones  (liberando histamina) en aquellas personas que son alérgicas además al ácido acetilsalicílico y sus derivados. Es biodegradable por lo que no es de esperar una acumulación en los seres vivos. Tampoco se ha detectado enfermedad por su exposición reiterada. En algunos países se ha desaconsejado el empleo en comida para niños.